# Nederlands landskampioenschap voetbal 1903/1904
Šestnáctý ročník Nederlands landskampioenschap voetbal 1903/1904 (česky: Nizozemské fotbalové mistrovství) se účastnilo 17 klubů, které byli rozděleny do ve třech skupin (Východní a Západní A, B). Vítězové skupin se odehrály dvakrát každý s každým. Nejlepším celkem ve finálové skupině byl HBS Craeyenhout, který získal první titul.